# خون‌بها!
خون‌بها! (انگلیسی: !Ransom) یک فیلم جنایی درام به کارگردانی «الکس سیگال» است که در سال ۱۹۵۶ منتشر شد.

## بازیگران
- گلن فورد
- دانا رید
- لسلی نیلسن
- رابرت کیت
- جوانیتا مور
- مابل البرتسون
- الگزندر اسکوربی
- خوآنو اِرناندز
- ریچارد گینز
- لوری مارچ
- بابی کلارک
- چارلز هربرت
- اِینزلی پرایِر